# あらいおさむの「あら?いーね!」
あらいおさむの「あら?いーね!」は2007年1月5日～2009年6月27日まで放送されたHBCラジオの番組。来札したミュージシャン、アーティストをスタジオに迎えてのインタビューを中心とした番組だった。
担当の新井アナが他部署に移動し、アナウンサー職を離れる事となり、番組終了となった。

## 放送時間
- 金曜 深夜0:00～0:20

## 出演者
- 新井理（HBCアナウンサー）

## テーマ曲
- MEN☆SOUL 「CHOI☆HIDARI」